# Liste der olympischen Medaillengewinner aus Deutschland/P
- Padge, Willi
Olympische Sommerspiele 1960, (EAU): Goldmedaille, Rudern „Achter Männer“
- Paeke, Jürgen
Olympische Sommerspiele 1972, (GDR): Bronzemedaille, Turnen „Zwölfkampf Mannschaft Männer“
- Pankau, Herbert
Olympische Sommerspiele 1964, (EAU): Bronzemedaille, Fußball „Männer“
- Papke, Ulrich
Olympische Sommerspiele 1992, (GER): Silbermedaille, Kanurennsport „C2 500 Meter Männer“
Olympische Sommerspiele 1992, (GER): Goldmedaille, Kanurennsport „C2 1000 Meter Männer“
- Paschek, Frank
Olympische Sommerspiele 1980, (GDR): Silbermedaille, Leichtathletik „Weitsprung Männer“
- Paskuy, Eva
Olympische Sommerspiele 1976, (GDR): Silbermedaille, Handball „Frauen“
- Passarelli, Pasquale
Olympische Sommerspiele 1984, (FRG): Goldmedaille, Ringen „griechisch-römischer Stil Bantamgewicht Männer“
- Paszek, Paulina
Olympische Sommerspiele 2024, (GER): Bronzemedaille, Kanurennsport „K2 500 Meter Frauen“
- Paul, Michael
Olympische Sommerspiele 1984, (FRG): Silbermedaille, Handball „Männer“
- Pechstein, Claudia
Olympische Winterspiele 1992, (GER): Bronzemedaille, Eisschnelllauf „5000 Meter Frauen“
Olympische Winterspiele 1994, (GER): Bronzemedaille, Eisschnelllauf „3000 Meter Frauen“
Olympische Winterspiele 1994, (GER): Goldmedaille, Eisschnelllauf „5000 Meter Frauen“
Olympische Winterspiele 1998, (GER): Goldmedaille, Eisschnelllauf „5000 Meter Frauen“
Olympische Winterspiele 1998, (GER): Silbermedaille, Eisschnelllauf „3000 Meter Frauen“
Olympische Winterspiele 2002, (GER): Goldmedaille, Eisschnelllauf „5000 Meter Frauen“
Olympische Winterspiele 2002, (GER): Goldmedaille, Eisschnelllauf „3000 Meter Frauen“
Olympische Winterspiele 2006, (GER): Goldmedaille, Eisschnelllauf „Teamverfolgung Frauen“
Olympische Winterspiele 2006, (GER): Silbermedaille, Eisschnelllauf „5000 Meter Frauen“
- Pechstein, Heidi
Olympische Sommerspiele 1960, (EAU): Bronzemedaille, Schwimmen „4-mal-100-Meter-Freistilstaffel Frauen“
- Peckholt, Hannes
Olympische Sommerspiele 2008, (GER): Bronzemedaille, Segeln „49er-Klasse Mixed“
- Peckholt, Jan-Peter
Olympische Sommerspiele 2008, (GER): Bronzemedaille, Segeln „49er-Klasse Mixed“
- Peiffer, Arnd
Olympische Winterspiele 2014, (GER): Silbermedaille, Biathlon „Staffel Männer“
Olympische Winterspiele 2018, (GER): Goldmedaille, Biathlon „7,5 km Sprint Männer“
Olympische Winterspiele 2018, (GER): Bronzemedaille, Biathlon „Staffel Männer“
- Peillat, Gonzalo
Olympische Sommerspiele 2024, (GER): Silbermedaille, Feldhockey „Männer“
- Pekeler, Hendrik
Olympische Sommerspiele 2016, (GER): Bronzemedaille, Handball „Männer“
- Perleberg, Günter
Olympische Sommerspiele 1960, (EAU): Goldmedaille, Kanurennsport „4-mal-500-Meter-Einerkajak Männer“
Olympische Sommerspiele 1964, (EAU): Silbermedaille, Kanurennsport „K4 1000 Meter Männer“
- Peschel, Uwe
Olympische Sommerspiele 1992, (GER): Goldmedaille, Straßenradsport „Mannschaftsfahren Männer“
- Peter, Babett
Olympische Sommerspiele 2008, (GER): Bronzemedaille, Fußball „Frauen“
Olympische Sommerspiele 2016, (GER): Goldmedaille, Fußball „Frauen“
- Peter, Birgit
Olympische Sommerspiele 1988, (GDR): Goldmedaille, Rudern „Doppelzweier Frauen“
Olympische Sommerspiele 1992, (GER): Goldmedaille, Rudern „Doppelvierer Frauen“
- Peter, Heinrich
Olympische Sommerspiele 1936, (GER): Silbermedaille, Feldhockey „Männer“
- Peter, Horst
Olympische Sommerspiele 1972, (GDR): Silbermedaille, Volleyball „Männer“
- Peter, Michael
Olympische Sommerspiele 1972, (FRG): Goldmedaille, Feldhockey „Männer“
Olympische Sommerspiele 1984, (FRG): Silbermedaille, Feldhockey „Männer“
- Peter, Werner
Olympische Sommerspiele 1980, (GDR): Silbermedaille, Fußball „Männer“
- Peters, Dimitri
Olympische Sommerspiele 2012, (GER): Bronzemedaille, Judo „Halbschwergewicht Männer“
- Peters, Heinrich
Olympische Sommerspiele 1900, (GER): Goldmedaille, Segeln „1 bis 2 Tonnen Männer“
Olympische Sommerspiele 1900, (GER): Silbermedaille, Segeln „Offene Klasse Männer“
- Peters, Kristina
Olympische Sommerspiele 1992, (GER): Silbermedaille, Feldhockey „Frauen“
- Peters, Thoralf
Olympische Sommerspiele 1992, (GER): Silbermedaille, Rudern „Vierer mit Steuermann“
- Petersen, Klaus-Dieter
Olympische Sommerspiele 2004, (GER): Silbermedaille, Handball „Männer“
- Petersen, Marga
Olympische Sommerspiele 1952, (GER): Silbermedaille, Leichtathletik „4-mal-100-Meter-Staffel Frauen“
- Petersen, Nils
Olympische Sommerspiele 2016, (GER): Silbermedaille, Fußball „Männer“
- Petersmann, Cerstin
Olympische Sommerspiele 1992, (GER): Bronzemedaille „Achter Frauen“
- Petzold, Barbara
Olympische Winterspiele 1976, (GDR): Bronzemedaille, Langlauf „4-mal-5-Kilometer-Staffel Frauen“
Olympische Winterspiele 1980, (GDR): Goldmedaille, Langlauf  „10 km Frauen“
Olympische Winterspiele 1980, (GDR): Goldmedaille, Langlauf  „4-mal-5-Kilometer-Staffel Frauen“
- Pfannmöller, Stefan
Olympische Sommerspiele 2004, (GER): Bronzemedaille, Kanuslalom „C1-Männer“
- Pfeffer, Thomas
Olympische Sommerspiele 1980, (GDR): Silbermedaille, Schießen „Laufende Scheibe“
- Pfeifer, Jörg
Olympische Sommerspiele 1976, (GDR): Silbermedaille, Leichtathletik „4-mal-100-Meter-Staffel Männer“
- Pfeiffer, Stefan
Olympische Sommerspiele 1984, (FRG): Bronzemedaille, Schwimmen „1500 Meter Freistil Männer“
Olympische Sommerspiele 1988, (FRG): Silbermedaille, Schwimmen „1500 Meter Freistil Männer“
- Pflug, Monika
Olympische Winterspiele 1972, (FRG): Goldmedaille, Eisschnelllauf „1000 Meter Frauen“
- Pfnür, Franz
Olympische Winterspiele 1936, (GER): Goldmedaille, Ski Alpin „Kombination Männer“
- Pföderl, Leonhard
Olympische Winterspiele 2018, (GER): Silbermedaille, Eishockey „Männer“
- Pfohl, Cornelia
Olympische Sommerspiele 1996, (GER): Silbermedaille, Bogenschießen „Mannschaft Frauen“
Olympische Sommerspiele 2000, (GER): Bronzemedaille, Bogenschießen „Mannschaft Frauen“
- Pfütze, Frank
Olympische Sommerspiele 1980, (GDR): Silbermedaille, Schwimmen „4-mal-200-Meter-Freistilstaffel Männer“
- Philipp, Rainer
Olympische Winterspiele 1976, (FRG): Bronzemedaille, Eishockey „Männer“
- Pichler, Walter
Olympische Winterspiele 1984, (FRG): Bronzemedaille, Biathlon „4-mal-7,5-Kilometer-Staffel Männer“
- Pielen, Silke
Olympische Sommerspiele 1972, (FRG): Bronzemedaille, Schwimmen „4-mal-100-Meter-Lagenstaffel Frauen“
- Pielke, Christiane
Olympische Sommerspiele 1984, (FRG): Bronzemedaille, Schwimmen „4-mal-100-Meter-Freistilstaffel Frauen“
- Pielmeier, Timo
Olympische Winterspiele 2018, (GER): Silbermedaille, Eishockey „Männer“
- Pieper, Cécile
Olympische Sommerspiele 2016, (GER): Bronzemedaille, Feldhockey „Frauen“
- Pietzsch, Eckehard
Olympische Sommerspiele 1972, (GDR): Silbermedaille, Volleyball „Männer“
- Pietzsch, Jochen
Olympische Winterspiele 1984, (GDR): Bronzemedaille, Rennrodeln „Zweisitzer Männer“
Olympische Winterspiele 1988, (GDR): Goldmedaille, Rennrodeln „Zweisitzer Männer“
- Pinger, Mark
Olympische Sommerspiele 1992, (GER): Bronzemedaille, Schwimmen „4-mal-100-Meter-Freistilstaffel Männer“
Olympische Sommerspiele 1996, (GER): Bronzemedaille, Schwimmen „4-mal-100-Meter-Freistilstaffel Männer“
- Pirsch, Joachim
Olympische Sommerspiele 1936, (GER): Silbermedaille, Rudern „Doppelzweier Männer“
- Pistulla, Ernst
Olympische Sommerspiele 1928, (GER): Silbermedaille, Boxen „Halbschwergewicht“
- Plachta, Matthias
Olympische Winterspiele 2018, (GER): Silbermedaille, Eishockey „Männer“
- Plagemann, Jürgen
Olympische Sommerspiele 1964, (EAU): Silbermedaille, Rudern „Achter Männer“
- Plenk, Hans
Olympische Winterspiele 1964, (EAU): Bronzemedaille, Rennrodeln „Einsitzer Männer“
- Ploch, Jutta
Olympische Sommerspiele 1980, (GDR): Goldmedaille, Rudern „Doppelvierer Frauen“
- Plößel, Thomas
Olympische Sommerspiele 2016, (GER): Bronzemedaille, Segeln 49er Klasse „Männer“
Olympische Sommerspiele 2020, (GER): Bronzemedaille, Segeln 49er Klasse „Männer“
- Ploghaus, Klaus
Olympische Sommerspiele 1984, (FRG): Bronzemedaille, Leichtathletik „Hammerwurf Männer“
- Plottke, Wolfgang
Olympische Sommerspiele 1972, (FRG): Bronzemedaille, Rudern „Vierer ohne Steuermann Männer“
- Poewe, Sarah
Olympische Sommerspiele 2004, (GER): Bronzemedaille, Schwimmen „4-mal-100-Meter-Lagenstaffel Frauen“
- Pohl, Hans-Peter
Olympische Winterspiele 1988, (FRG): Goldmedaille, Nordische Kombination „Mannschaft Männer“
- Pohl, Leonhard
Olympische Sommerspiele 1956, (EAU): Bronzemedaille, Leichtathletik „4-mal-100-Meter-Staffel Männer“
- Pohlers, Conny
Olympische Sommerspiele 2004, (GER): Bronzemedaille, Fußball „Frauen“
- Pöhlsen, Paula
Olympische Sommerspiele 1936, (GER): Goldmedaille, Turnen „Mehrkampf Mannschaft Frauen“
- Poleska, Anne
Olympische Sommerspiele 2004, (GER): Bronzemedaille, Schwimmen „200 Meter Brust Frauen“
- Poley, Viola
Olympische Sommerspiele 1976, (GDR): Goldmedaille, Rudern „Doppelvierer Frauen“
- Polit, Cornelia
Olympische Sommerspiele 1980, (GDR): Silbermedaille, Schwimmen „200 Meter Rücken Frauen“
- Pollack, Andrea
Olympische Sommerspiele 1976, (GDR): Silbermedaille, Schwimmen „100 Meter Schmetterling Frauen“
Olympische Sommerspiele 1976, (GDR): Goldmedaille, Schwimmen „200 Meter Schmetterling Frauen“
Olympische Sommerspiele 1976, (GDR): Silbermedaille, Schwimmen „4-mal-100-Meter-Freistilstaffel Frauen“
Olympische Sommerspiele 1976, (GDR): Goldmedaille, Schwimmen „4-mal-100-Meter-Lagenstaffel Frauen“
Olympische Sommerspiele 1980, (GDR): Silbermedaille, Schwimmen „100 Meter Schmetterling Frauen“
Olympische Sommerspiele 1980, (GDR): Goldmedaille, Schwimmen „4-mal-100-Meter-Lagenstaffel Frauen“
- Pollak, Burglinde
Olympische Sommerspiele 1972, (GDR): Bronzemedaille, Leichtathletik „Fünfkampf Frauen“
Olympische Sommerspiele 1976, (GDR): Bronzemedaille, Leichtathletik „Fünfkampf Frauen“
- Pollay, Heinz
Olympische Sommerspiele 1936, (GER): Goldmedaille, Dressurreiten „Einzel Männer“
Olympische Sommerspiele 1936, (GER): Goldmedaille, Dressurreiten „Mannschaft Männer“
Olympische Sommerspiele 1952, (GER): Bronzemedaille, Dressurreiten „Mannschaft“
- Pommer, Reinhold
Olympische Sommerspiele 1956, (EAU): Bronzemedaille, Straßenradsport „Mannschaftszeitfahren Männer“
- Pommerenke, Jürgen
Olympische Sommerspiele 1972, (GDR): Bronzemedaille, Fußball „Männer“
- Popp, Alexandra
Olympische Sommerspiele 2016, (GER): Goldmedaille, Fußball „Frauen“
Olympische Sommerspiele 2024, (GER): Bronzemedaille, Fußball „Frauen“
- Poppe, Eduard
Olympische Sommerspiele 1900, (GER): Silbermedaille, Rugby „Männer“
- Portwich, Ramona
Olympische Sommerspiele 1988, (GDR): Goldmedaille, Kanurennsport „K4 500 Meter Frauen“
Olympische Sommerspiele 1992, (GER): Goldmedaille, Kanurennsport „K2 500 Meter Frauen“
Olympische Sommerspiele 1992, (GER): Silbermedaille, Kanurennsport „K4 500 Meter Frauen“
Olympische Sommerspiele 1996, (GER): Silbermedaille, Kanurennsport „K2 500 Meter Frauen“
Olympische Sommerspiele 1996, (GER): Goldmedaille, Kanurennsport „K4 500 Meter Frauen“
- Possekel, Elvira
Olympische Sommerspiele 1976, (FRG): Silbermedaille, Leichtathletik „4-mal-100-Meter-Staffel Frauen“
- Potteck, Uwe
Olympische Sommerspiele 1976, (GDR): Goldmedaille, Schießen „Freie Pistole Männer“
- Potzernheim, Werner
Olympische Sommerspiele 1952, (GER): Bronzemedaille, Bahnradsport „Sprint Männer“
- Pötzsch, Anett
Olympische Winterspiele 1980, (GDR): Goldmedaille, Eiskunstlauf „Frauen“
- Preuß, Albert
Olympische Sommerspiele 1912, (GER): Bronzemedaille, Schießen „Tontaubenschießen Mannschaft Männer“
- Priemer, Petra
Olympische Sommerspiele 1976, (GDR): Silbermedaille, Schwimmen „100 Meter Freistil Frauen“
Olympische Sommerspiele 1976, (GDR): Silbermedaille, Schwimmen „4-mal-100-Meter-Freistilstaffel Frauen“
- Prinosil, David
Olympische Sommerspiele 1996, (GER): Bronzemedaille, Tennis „Männer Doppel“
- Prinz, Birgit
Olympische Sommerspiele 2000, (GER): Bronzemedaille, Fußball „Frauen“
Olympische Sommerspiele 2004, (GER): Bronzemedaille, Fußball „Frauen“
Olympische Sommerspiele 2008, (GER): Bronzemedaille, Fußball „Frauen“
- Prinz, Thies
Olympische Sommerspiele 2024, (GER): Silbermedaille, Feldhockey „Männer“
- Proeber, Martina
Olympische Sommerspiele 1980, (GDR): Silbermedaille, Wasserspringen „Kunstspringen 3-Meter-Brett Frauen“
- Proft, Werner
Olympische Sommerspiele 1928, (GER): Bronzemedaille, Feldhockey „Männer“
- Prokoff, Sandra
Olympische Winterspiele 2002, (GER): Silbermedaille, Bobsport „Zweierbob Frauen“
- Prömel, Grischa
Olympische Sommerspiele 2016, (GER): Silbermedaille, Fußball „Männer“
- Proske, Uwe
Olympische Sommerspiele 1992, (GER): Goldmedaille, Fechten „Degen Mannschaft Männer“
- Prudöhl, Karl-Heinz
Olympische Sommerspiele 1976, (GDR): Goldmedaille, Rudern „Achter Männer“
- Pudenz, Kristin
Olympische Sommerspiele 2020, (GER): Silbermedaille, Leichtathletik „Diskuswurf Frauen“
- Punzel, Tina
Olympische Sommerspiele 2020, (GER): Bronzemedaille, Wasserspringen „Synchronspringen 3 Meter-Brett Frauen“
- Püschel, Karin
Olympische Sommerspiele 1980, (GDR): Silbermedaille, Volleyball „Frauen“
- Pusch, Alexander
Olympische Sommerspiele 1976, (FRG): Goldmedaille, Fechten „Degen Einzel Männer“
Olympische Sommerspiele 1976, (FRG): Silbermedaille, Fechten „Degen Mannschaft Männer“
Olympische Sommerspiele 1984, (FRG): Goldmedaille, Fechten „Degen Mannschaft Männer“
Olympische Sommerspiele 1988, (FRG): Silbermedaille, Fechten „Degen Mannschaft Männer“
- Puttlitz, Jörg
Olympische Sommerspiele 1988, (FRG): Bronzemedaille, Rudern „Vierer ohne Steuermann“
- Putze, Martin
Olympische Winterspiele 2006, (GER): Goldmedaille, Bobsport „Viererbob Männer“
Olympische Winterspiele 2010, (GER): Silbermedaille, Bobsport „Viererbob Männer“
- Pyritz, Dana
Olympische Sommerspiele 1992, (GER): Bronzemedaille, Rudern „Achter Frauen“
- Pyttel, Roger
Olympische Sommerspiele 1980, (GDR): Bronzemedaille, Schwimmen „200 Meter Schmetterling Männer“
Olympische Sommerspiele 1980, (GDR): Silbermedaille, Schwimmen „100 Meter Schmetterling Männer“